# Клима тајге
Клима тајге је један типичних представника континенталне климе. Одлукују је сурове зиме и топла лета. У јануару температуре се спуштају до -30 °C (Северна Америка), па чак и -50 °C (Сибир). У јулу се температуре крећу у распону од 10—20 °C. Падавина има мало, око 300—600 милиметара, са максимумом који је изражен у летњим месецима. Клима тајге се простире на северу Аљаске, Канаде, Скандинавије и Русије (Сибир). 